# ¼
Das Zeichen ¼ ist ein Schriftzeichen, mit dem ein Viertel, also der vierte Teil eines Ganzen dargestellt wird.

## Verwendung
Das Zeichen ¼ steht für den Stammbruch 1 dividiert durch 4, also die Dezimalzahl 0,25. Verwendet wird es primär in Texten; in mathematischen Formeln schreibt man meist {\displaystyle {\tfrac {1}{4}}} mit horizontalem Bruchstrich.
Korrekte Rechtschreibung ist beispielsweise „¼ vor 5 Uhr“, aber „das ¼-Zeichen, die ¼-Note und der ¼-em-Abstand“ werden durchgekoppelt. Grammatikalische Beugung wird nicht affixiert: „in etwa ¼ der Fälle“ (lies: „in etwa einem Viertel der Fälle“).
Der früheste Nachweis für die Schreibweise elementarer Stamm- und Zweigbrüche (gemeiner Brüche) mit schräggestelltem Bruchstrich findet sich in der kleinen Abhandlung De Thiende (dt. ‚Das Zehntel‘) von Simon Stevin aus dem Jahr 1585.

## Zeichensatz
Als HTML-3.2-gerechtes benanntes Zeichen des Zeichensatzes ISO 8859-1 können für ¼ die Zeichenkombinationen &frac14; oder &#188; verwendet werden. In Unicode befindet sich das Zeichen am Codepoint U+00BC (VULGAR FRACTION ONE QUARTER, Bruchzahl ein Viertel) und gehört zum Unicodeblock Lateinisch-1, Ergänzung.
Alternativ kann das Zeichen auch mit « ⁄ » U+2044 FRACTION SLASH (‚Bruchstrich‘) als kombinierendes Zeichen gesetzt werden, wobei davor ein «¹» (normales hoch-1-Zeichen, U+00B9 ‚Hochgestellte Eins‘ aus Unicodeblock Lateinisch-1, Ergänzung) und dahinter ein «₄» (U+2084 ‚Tiefgestellte Vier‘ aus Hoch- und tiefgestellte Zeichen) stehen muss. Statt «1⁄ » kann man U+215F FRACTION NUMERATOR ONE aus Mathematische alphanumerische Symbole U+2150 ff. verwenden.